# Tablillas de Tanais

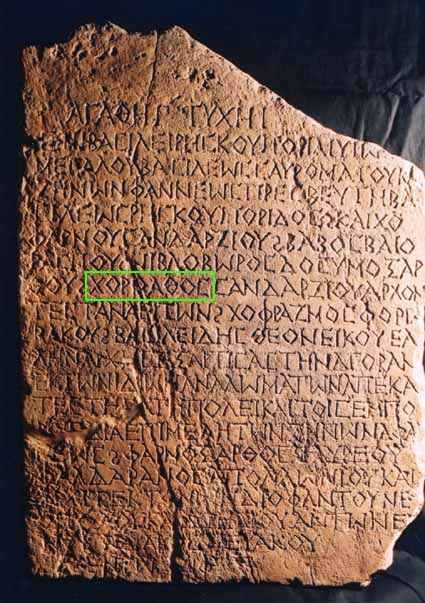
Foto de la Tablilla de Tanais B, la que contiene la palabra Χοροάθος (Horoáthos).

Las Tablillas de Tanais son dos tablillas del siglo III d. C. escritas en griego de la ciudad de Tanais, en las proximidades de la moderna Rostov del Don, en Rusia. En esa época, Tanais estaba compuesta por una población mezclada de griegos y sármatas. Las tablillas son inscripciones públicas que conmemoran trabajos de renovación de la ciudad. Una de las tablillas (la Tablilla de Tanais A) se encuentra dañada y no se encuentra completamente reconstruida. La otra tablilla (Tablilla de Tanais B) se encuentra completa y se data en el año 220 d. C. (año del Bósforo de 517). Las tablillas fueron descubiertas por el arqueólogo ruso Pavel Mikhailovich Leontjev en 1853 y se encuentran en el Museo del Hermitage en San Petersburgo.

## Teoría del origen croata
Las tablillas son consideradas importantes para la historia croata. Entre los nombres de las tablillas están los de tres hombres: Horoúathos, Horoáthos y Horóathos (Χορούαθ[ος], Χοροάθος, Χορόαθος). Algunos interpretan estos nombres como antroponimia de los croatas. La tablilla de Tanais B también menciona a Horoathos como el hijo de Sandarz que es un nombre escito-sármata (iranio). Algunos ven esto como una indicación de que los croatas eran en ese entonces iranios de la división sármato/alana y se eslavizaron en los siglos siguientes. De todas maneras, no hay evidencia de alguna conexión entre esos nombres personales con croatas históricos o modernos, excepto por la aparente similitud del nombre.

## Tablilla de Tanais A

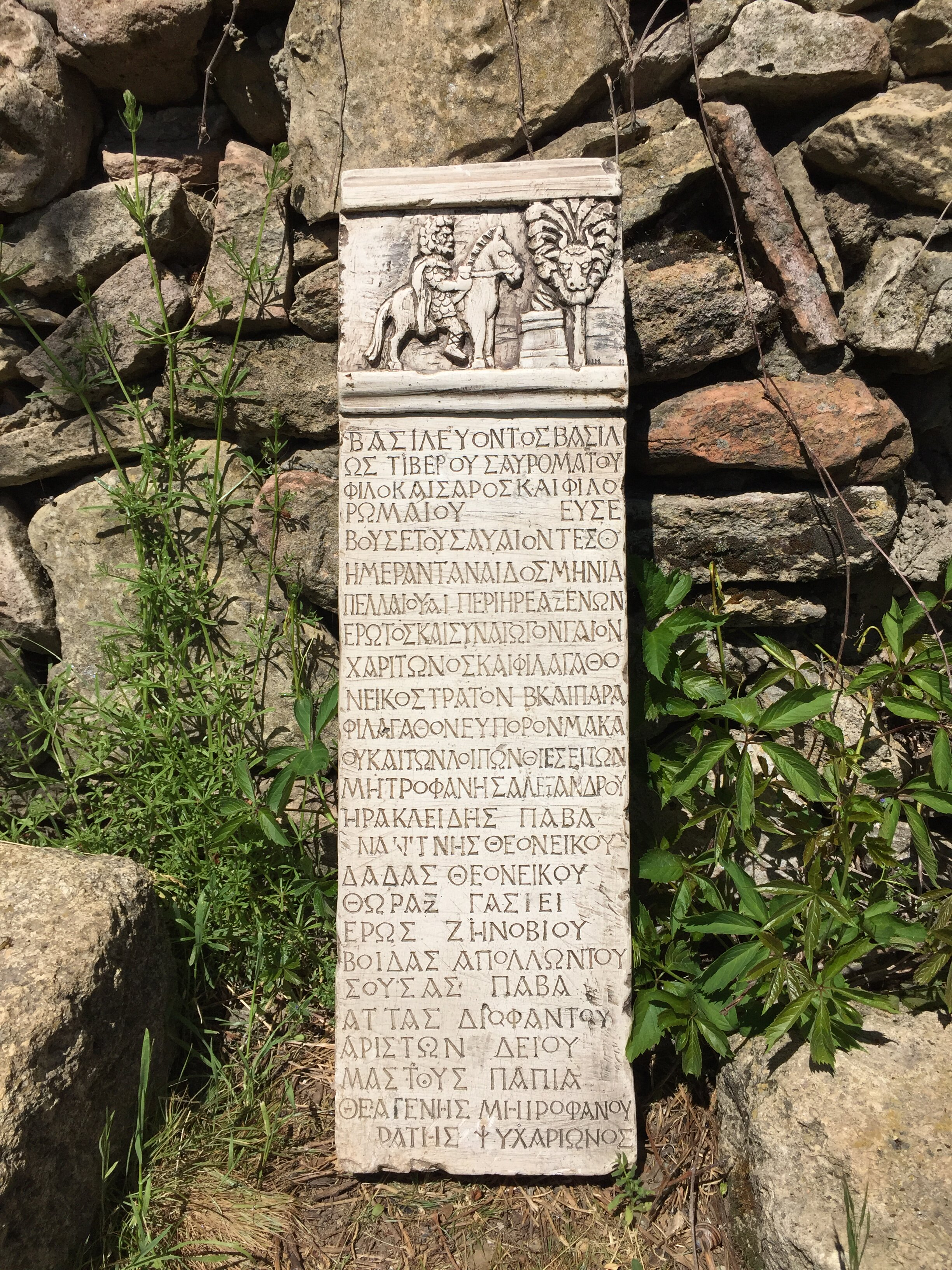
Tablilla de Tanais A

### Texto original en griego
ΘΕΩ ΥΨΙΣΤΦ. ΆΓΑΘΗΙ ΤΥΧΗΙ.

ΒΑΣΙΛΕΥΟΝΤΟΣ ΒΑΣΙΛΕΩΣ ΤΙΒ(ΕΡΙΟΥ) ΊΟΥΛ(ΙΟΥ) ΣΑΥΡΟΜΑΤΟΥ

ΦΙΛΟΚΑΙΣΑΡ[ΟΣ ΚΑ]Ι ΦΙΛΟ[Ρ]ΩΜΑΙΟΥ, ΕΥΣΕΒΟΥΣ, Η ΣΥΝΟΔΟΣ

Η ΠΕΡΙ Ι[ΕΡΕΑ ΊΟΥ)ΛΙΟΝ 'ΡΑΛΧΑΔΟΥ ΚΑΙ ΠΑΤΕΡΑ Σ[Υ]ΝΟΔΟΥ

ΧΟΡΟΥΑΘ[ΟΝ]-----Ο — ΚΑΙ ΣΥΝΑΓΩΓΩΝ ΆΡΔΑ[ΡΑ] ΚΟΝ

[Σ]ΥΝΕΓΔΗΜ[ΟΥ ΚΑΙ ΦΙΛ]ΑΓ[ΑΘ]ΟΝ ΔΙΑΙ[Ο]Ν ΚΕΡΔΩΝΑΚΟΥ (?) ΚΑΙ

[Π]ΑΡΑΦΙΛΑΓΑΘΟ[Ν]------ΙΟΝ ΦΟΡΓΑΒΑΚ[ΟΥ] ΚΑΙ [ΝΕΑ]ΝΙΣ-

[Κ]ΑΡΧΗΝ ΔΗΜΗΤ[ΡΙΟΝ ΆΠΟ]ΛΛΩΝΙΟΥ ΚΑΙ ΓΥΜ(Ν]ΑΣΙΑ[ΡΧΗΝ] ΒΑ -

[ΣΙ]ΛΕΙΔΗΝ ΘΕΟΝ[ΕΙΚ]Ο[Υ ΚΑΙ 'Α]ΤΤΑΝ 'ΗΡΑΚΛΕΙΔΟΥ ΦΙΛΟ[Ν]? ΤΗΣ

[ΣΥ]ΝΟΔΟΥ [ΚΑΙ] ΟΙ ΛΟ[ΙΠΟ]Ι [ΘΙΑ]ΣΪΤΑΙ· ΆΡΔΑΡΑΚΟΣ ΖΙΑ---ΟΥ, ΔΗ[ΜΗΤ]ΡΙΟΣ------ΟΥ, ΛΕΙΜΑΝΟΣ ΦΙΔΑ,

[ΜΙ]ΔΑΧΟΣ?-------ΑΝΟΥ, Ά[ΣΚ]ΛΗΠΙΑΔΗΣ ΟΥΑΛΕ[Ρ]ΙΟΥ

. .Γ?ΟΔΑΝ[Ο]Σ [ΔΗΜΗΤ?]ΡΙΟΥ, [Μ]ΕΝΕΣΤΡΑΤΟΣ ΛΥΚΙΣ [ΚΟ]Υ --------ΙΚΑΧΟ[Υ], ΔΙΟΦΑΝΤ[ΟΣ] ΔΕΙΟΥ, ΠΟΠΛ[ΙΟ]Σ 15-----------ΔΑ, ΉΡΑΚΛΕΙΔ[ΗΣ] ΕΠΙΓΟΝΟΥ, ΊΑΡΔΟ---------------[Δ] ΗΜΗΤΡΙΟΥ, 'Λ[Φ]ΡΟΔΕΙΣΙΟΣ ΧΡΥΣΕ-
[ΡΩΤΟΣ, ΦΑΛ]ΔΑ[ΡΑ]ΝΟΣ ΑΠΟΛΛΩΝΙΟΥ, ΦΙΛΙΠ-
 
[ΠΟΣ]------------ΝΟ[Υ], ΚΑΛΟΫΣ ΆΘΗΝΙΟΥ, ΚΟΦΑΡΝΟΣ --------------------------------[Τ]ΡΥΦΩΝ ΆΝΔΡΟΜ[ΕΝ]ΟΥΣ,20 Ο-------------------------ΧΟΡΟΑΘΟΥ, ΘΕΟΤΕΙΜΟΣ ΨΥΧΑ-
ΡΙΩΝ[ΟΣ]----------ΔΙΒΑΛΟΣ ΦΑΡ[ΝΑΚΟΥ], ΕΫΙΟΣ 'ΡΟ-

ΔΩΝ[ΟΣ, ΉΡΑ]ΚΛΕΙΔΗΣ "ΑΤΤ[Α----------------'ΑΡΙΣ]-
 
ΤΟΔ[ΗΜΟΥ, Σ]ΥΜΜΑΧΟΣ ΣΑ---------------
 
ΚΟΣ----------------------------

25 ΦΙΛΟ------------------------------

ΟΡΑΝΣ - - - [ΖΩΡΘΪ? ]ΝΟΣ ΒΕ [ ΛΛΙΚΟΥ?]------

'ΡΑΔΑΜ[ΕΙΣΤΟΣ?)------ΦΑΔΙΝΑ[ΜΟΥ]------
 
ΜΥΡ[ΩΝ? ]----------ΜΑΣΤΟΫ------------
 
ΠΟ------------ΟΣ ΆΡΔΑ[ΡΑΚΟΥ?]------

50 ΦΙΔ[Α]----------ΝΟΣ ΧΑΡΙ[ΤΩΝ--------:Α]-

ΡΑΘΙ--------------------------

ΈΝ Τ[ΩΙ-----ΕΤΕΙ ΚΑΙ ΜΗ]ΝΙ ΛΩ[ΩΙ]-----
Dios el supremo. Que sea con la fortuna!

En el tiempo del reinado del rey Tiberius Julius Sauromates, amigo de César y del pueblo de Roma, Pious. La asamblea de devoción con el sacerdote Julius, el hijo de Rhalchades, a la cabeza, y el padre de la asamblea de devoción Horuat[a, el hijo de ---]o[---], y la asamblea de devoción reunida, con Ardarak, el hijo de [S]ynegdemus, y el noble Diaion, el hijo de Kerdonak (?) y el muy noble [---]ion, el hijo de Forgabak, y el líder de la juventud Demetrius, el hijo de Apollonius, y el instructor de gymnasium Basilides, el hijo de Theonicus, y Atta, el hijo de Heraclius, un amigo de la asamblea de devoción. Y el resto de los miembros: Ardarakos, el hijo de Zia-[---]on, Demetrius, el hijo de [---]on, Leimanus, el hijo de Phidas [Mi]dach?, el hijo de [---]an, Asklepiades el hijo de Valerius. [--g?]odan, el hijo de Demetrius, Menestratus, el hijo de Lyciscus, [el hijo de -----]ikachus, Diophantus, el hijo de Deius, Poplius [el hijo de -----]din, Heraclius, el hijo de Epigon, Iardo[---------], el hijo de Demetrius, Aphrodisius, el hijo de Chryserotus, [Phal]da[ra]nos, el hijo de Apollonius, Philip [el hijo de –------]n, Kaloys, el hijo de Athenius, Kopharnos [el hijo de -------------] [T]ryphon, el hijo de Andromenes, o [--------------], el hijo de Horoath, Theotimus, el hijo de Psycharion, [-----]dibal, el hijo de Far[nak], Euios, el hijo de Rodon, [Hera]clius, el hijo de At[i, --------- el hijo de Aris]-tod [emus, S]ymmachus, el hijo de Sa[---------], kos[----------------] philo[---------------] orano[--- Zorthi?]n, el hijo de Be[lik?], Radam[istus?], el hijo de [---], el hijo de Phadina[mos] Myr[on?], el hijo de [-----], el hijo de Mastoy[s------] po[-------]os, el hijo de Ardarak, [----] Fid[a, el hijo de -------]n, Chari[ton, el hijo de -----], [A]- rathi[----, el hijo de -----------] en [el año y mes] Lo[u] [---]

## Tablilla de Tanais B

### Texto original en griego
ΆΓΑΘΗΙ ΤΥΧΗΙ.

ΈΠΙ ΒΑΣΙΛΕΪ 'ΡΗΣΚΟΥΠΟΡΙΔΙ, ΥΙΩ

ΜΕΓΑΛΟΥ ΒΑΣΙΛΕΩΣ ΣΑΥΡΟΜΑΤΟΥ, ΚΑ[Ι]

ΖΗΝΩΝ ΦΑΝΝΕΩΣ ΠΡΕΣΒΕΥΤΗ ΒΑ -

ΣΙΛΕΩΣ ΡΗΣΚΟΥΠΟΡΙΔΟΣ, ΚΑΙ ΧΟ-

ΦΑΡΝΟΥ ΣΑΝΔΑΡΖΙΟΥ, ΒΑΒΟΣ ΒΑΙΟ-

ΡΑΣΠΟΥ, ΝΙΒΛΟΒΩΡΟΣ ΔΟΣΥΜΟΞΑΡ –

ΘΟΥ, ΧΟΡΟΑΘΟΣ ΣΑΝΔΑΡΖΙΟΥ ΑΡΧΟΝ –

ΤΕΣ ΤΑΝΑΕΙΤΩΝ, ΧΟΦΡΑΖΜΟΣ ΦΟΡΓΑ-

ΒΑΚΟΥ, ΒΑΣΙΛΕΙΔΗΣ ΘΕΟΝΕΙΚΟΥ ΕΛ-

ΛΗΝΑΡΧΗΣ ΕΞΑΡΤΙΣΑΣ ΤΗΝ ΑΓΟΡΑΝ

ΕΚ ΤΩΝ ΙΔΙΩΝ ΑΝΑΛΩΜΑΤΩΝ ΑΠΕΚΑ –

ΤΕΣΤΗΣΑ ΤΗ ΠΟΛΕΙ ΚΑΙ ΤΟΪΣ ΕΜΠΟ-

ΡΟΙΣ ΔΙΑ ΕΠΙΜΕΛΗΤΩΝ ΖΗΝΩΝΑ ΦΑ[Ν -

Ν]ΕΩΣ, ΦΑΡΝΟΞΑΡΘΟΣ ΤΑΥΡΕΟΥ,

ΦΑΛΔΑΡΑΝΟΣ ΑΠΟΛΛΩΝΙΟΥ ΚΑΙ

[ΑΡ]ΧΙΤΕΚΤΟΝΩΝ ΔΙΟΦΑΝΤΟΥ ΝΕ -

ΟΠΟΛΟΥ ΚΑ[Ι] ΛΥΡΗΛΙΟΥ ΆΝΤΩΝΕ[Ι]-

ΝΟΥ, ΝΑΥΑΚΟΣ ΜΕΥΑΚΟΥ.

ΈΝ ΤΩ ΖΙΦ'.
Que sea con la fortuna!

En el tiempo del rey Rhescuporis, hijo del gran rey Sauromates, y Zenon, el hijo de Phannes, emisario del rey Rhescuporis, y [en el tiempo de] Hopharnas, hijo de Sandarzios, Babos, el hijo de Baioraspes, Nibloboros, el hijo de Dosymoxarthos, Horoathos, el hijo de Sandarz, los arcones de Tanaisians, Hophrazmos, el hijo de Phorgabakos, Basilides, el hijo de Theoneicus, el helenarca. Preparado por el consejo a sus propias expensas una vez más renovarno [la plaza] para la ciudad y para los mercaderes, a través de la supervisión de Zenon, hijo de Phannes, Pharnoxarthos, hijo de Taureus, Phaldaranos, el hijo de Apollonius, y el arquitecto Diophantus, hijo de Neopolus y Aurelius, el hijo de Antoninus, Nauakos, el hijo de Meuakos.

El año 517.